# Edinburgh Skating Club
L’Edinburgh Skating Club (en français : club de patinage d’Édimbourg) est un club de patinage fondé en Écosse au XVIIIe siècle, et considéré comme le premier club de patinage au monde. Sa date exacte de création est incertaine : les dates les plus probables sont 1742 ou 1744.
Pour être admis, les aspirants devaient réussir plusieurs exercices d’adresse, dont un saut au dessus de chapeaux. Les membres arboraient ensuite des épingles ou des médailles aux couleurs du club,. Les femmes y sont admises à partir de la fin du XIXe siècle.
Les activités du club comptaient des sorties pour patiner sur le Duddingston Loch, ainsi que des repas réguliers, décrits sur des menus décorés et humoristiques.
Un des membres les plus connus en est le pasteur Robert Walker, immortalisé par Henry Raeburn sur le tableau The Skating Minister, conservé à la National Gallery of Scotland.